# AAA BEST LIVE SELECTION
『AAA BEST LIVE SELECTION』（トリプル・エー・ベスト・ライヴ・セレクション）は、セブン＆アイ出版の映像作品。

## 概要
- このDVDは、セブン＆アイ出版で、セブン＆アイ関連のイトーヨーカドーなどで最初に販売されていたが、10月1日にmu-mo ショップでの販売が決定し、16:00から販売している。
- 特典映像が収録されており、「イトーヨーカドー「恋☆浴衣」TVCD　メイキング映像」が収録されている。このDVDのみの未公開映像がある。
- シングル楽曲を中心に厳選した20曲のライブ映像を使用し、ワンコーラス、サビを繋いだダイジェスト映像である(約28分間収録)。そのため、曲の全部は収録されず、一部のみである。
- AAAのライブDVDでは、毎回ブックレットが封入されているが、今回のDVDには、封入されていない。
- 購入日より60日間限定保証のため、A4サイズの直方体の箱にDVDケースがジャケットが見えるように、埋められているような形である。
- 販売形態は1形態で（DVD only）、価額は1,500円（定価・税込）となっている。

## 収録映像曲
1. BLOOD on FIRE
「AAA 5th Anniversary Premium Award at YOKOHAMA ARENA」の映像。
1stシングル。
2. DRAGON FIRE
「AAA 4th Anniversary LIVE 090922 at Yokohama Arena」の映像。
4thシングル。
3. ハリケーン・リリ、ボストン・マリ
「AAA 5th Anniversary LIVE 20100912 at Yokohama Arena」の映像。
7thシングル。
4. チューインガム
「AAA 4th Anniversary LIVE 090922 at Yokohama Arena」の映像。
11thシングル。
5. Winter lander!!
「AAA BUZZ COMMUNICATION TOUR 2011 DELUXE EDITION」の映像。
12thシングル。
6. Getチュー！
「AAA 5th Anniversary LIVE 20100912 at Yokohama Arena」の映像。
13thシングル。
7. 唇からロマンチカ
「AAA 5th Anniversary LIVE 20100912 at Yokohama Arena」の映像。
14thシングル。
8. MIRAGE
「AAA 4th Anniversary LIVE 090922 at Yokohama Arena」の映像。
17thシングル。
9. MUSIC!!!
「AAA BUZZ COMMUNICATION TOUR 2011 DELUXE EDITION」の映像。
19thシングル。
10. 旅ダチノウタ
「AAA 4th Anniversary LIVE 090922 at Yokohama Arena」の映像。
20thシングル。
11. Break Down
「AAA 4th Anniversary LIVE 090922 at Yokohama Arena」の映像。
21stシングル。
12. Heart and Soul
「AAA 5th Anniversary LIVE 20100912 at Yokohama Arena」の映像。
23rdシングル。
13. Believe own way
「AAA 5th Anniversary LIVE 20100912 at Yokohama Arena」の映像。
5thアルバム収録曲。優位のアルバム曲。
14. 逢いたい理由
「AAA BUZZ COMMUNICATION TOUR 2011 DELUXE EDITION」の映像。
24thシングル。
15. 負けない心
「AAA 6th Anniversary Tour 2011.9.28 at Zepp Tokyo」の映像。
25thシングル。
16. PARADISE
「AAA BUZZ COMMUNICATION TOUR 2011 DELUXE EDITION」の映像。
26thシングル。
17. ダイジナコト
「AAA BUZZ COMMUNICATION TOUR 2011 DELUXE EDITION」の映像。
27thシングル。
18. No cry No more
「AAA BUZZ COMMUNICATION TOUR 2011 DELUXE EDITION」の映像。
28thシングル。
19. CALL
「AAA 6th Anniversary Tour 2011.9.28 at Zepp Tokyo」の映像。
29thシングル。
20. Charge & Go!
「AAA 6th Anniversary Tour 2011.9.28 at Zepp Tokyo」の映像。
30thシングル。

## 特典映像
- イトーヨーカドー「恋☆浴衣」TVCM　メイキング映像。